# 建康寺
建康寺（けんこうじ）は、埼玉県入間郡越生町にある曹洞宗の寺院。

## 歴史
戦国時代前期、太田道真の開基である。道真は太田道灌の父である。道真は太田氏の家督を道灌に譲り、隠居所「自得軒」で余生を送っていた。
1486年8月25日（文明18年7月26日）、道灌は主君の上杉定正の命により暗殺された。道真は道灌暗殺の報を聞き、自得軒を息子の菩提を弔う寺とした。これが当寺の由来である。
1902年（明治35年）の火災で、記録が散逸してしまったため、道真や道灌に関する資料は失われている。

## 文化財
- 太田道真退隠地（埼玉県指定旧跡 昭和3年3月31日指定）[3]

## 交通アクセス
- 路線バス梅園小学校入口停留所より徒歩8分。